# 維德蘭卡河
維德蘭卡河（烏克蘭語：Видранка），是烏克蘭的河流，位於該國西北部沃倫州，屬於加帕河的左支流，發源自扎姆林尼亞東北面，流經科韋利區，河道全長10公里，流域面積29平方公里。